# José Cristóbal Sorní
José Cristóbal Sorní y Grau, né le 10 juillet 1813 à Valence et mort le 8 avril 1888 à Madrid, est un homme politique espagnol, ministre des Outre-mer en 1873, pendant la Première République espagnole.

## Biographie
Avocat de profession, il commence sa carrière politique au sein du Parti progressiste, pour lequel il est élu député de Valence aux élections de 1854.
Après la Révolution de 1868, il est membre de la Junte révolutionnaire intérimaire du 30 septembre au 5 octobre 1868, puis membre de la Junte révolutionnaire supérieure jusqu'au 19 octobre.
En 1869, il est également membre du Parlement constitutif élu après les élections de cette année-là, après avoir été réélu par la circonscription de Valence, élection qui a été revalidée lors des quatre processus électoraux suivants, appelés entre 1871 et 1873.
Après la proclamation de la première République espagnole, il occupe le poste de ministre des Outre-mer du 24 février au 11 juin 1873, sous la présidence d'Estanislao Figueras, puis jusqu'au 28 juin de la même année, sous la présidence de Pi y Margall. 